# Prédication de saint Bernardin (Francesco di Giorgio Martini)
La Prédication de saint Bernardin est une peinture de Francesco di Giorgio Martini réalisée en 1462-1463,  conservée  au Walker Art Gallery de Liverpool.

## Histoire
Bernardin de Sienne, franciscain prédicateur mort le 20 mai 1444, fait l'objet d'un canonisation en 1450. Francesco di Giorgio Martini, travaillant dans l'atelier du Vecchietta, œuvra pour des tableaux rendant hommages à des figures franciscaines, avec Benvenuto di Giovanni et Vecchietta, pour la basilique Saint-François de Sienne, laquelle subit un grand incendie en 1665, détruisant la majeure partie des œuvres.
La collection William Roscoe, intégrée dans la Wakler Museum (1753-1831), l'amena au musée en 1812.
Le tableau fit l'objet d'une restauration élaborée (en particulier sur les vernis).

## Sujet
Saint Bernardin est connu (et été accusé d'idolâtrie pour cela) pour avoir prêcher, particulièrement à Sienne (en 1425 ou 1427) en favorisant la ferveur populaire en exhibant le monogramme du Christ «  IHS » peint sur une tablette (qu'il fit même reproduire par un artisan pour être vendue).
Il est donc reconnaissable par cet attribut et autant par son profil caractéristique (premier saint au portrait fidèle), tout du moins pendant plus d'un siècle après sa mort, un profil probablement inspiré par son masque mortuaire.
Redoutable prêcheur, il est souvent représenté, après sa mort, dans son activité de rassemblement des fidèles pour l'entendre, accompagné  du monogramme, sur plusieurs places de Toscane dont la Piazza del Campo de Sienne qui vit une manifestation grandiose lui rendre hommage en 1445. Le lieu peut être aussi idéalisé comme ici.

## Description
Sur une large place de cité médiévale, parvis d'une église dont on aperçoit la nef dans le point de fuite central du tableau, une foule vue de dos, aux protagonistes  debout ou assis sur des bancs, est rassemblée pour la prédication de saint Bernardin. Il est juché sur son estrade de bois dans l'exact alignement  d'une des colonnes portant des statues placées autour de l'entrée de l'église. Des groupes  de personnages richement habillés, arrivent des extrémités du tableau, rejoignant respectivement leurs groupes constitués : les femmes à gauche, les hommes à droite, séparés par un barrière portant un rideau foncé. 
On aperçoit également d'autres groupes : les notables de la tribune de l'onoranza chapeaux en main, sur le centre  droit : un groupe de musiciens-hérauts  brandissant leurs trompettes, entre cette tribune et la chaire temporaire, à côté de l'entrée de l'église.
Le décor comprend toutes les variations de l'architecture renaissance : façades, fenêtres et cours des palais, encorbellement des maisons bourgeoises, loggia, plafond à caissons de la nef, statuaire et oculus de la façade traitée en marbres polychromes. Un large pavage rose à bandes blanches renforce la perspective monofocale à point de fuite central.
Saint Bernardin affiche un portrait très précis (celui de son iconographie stricte) et porte devant lui la tablette du monogramme, son attribut.

## Analyse
Le tableau à la perspective centrée très stricte, attribué à Francesco di Giorgio Martini, est à rapprocher des dernières attributions de la peinture La Cité idéale qu'on a pensé longtemps être l'œuvre de Piero della Francesca, maître de la perspective.
On remarquera le jeu illusionniste, sur la bordure basse du tableau, développant le carrelage dans son épaisseur.
L'iconographie très stricte de la représentation de saint Bernardin et de ses prêches laisse supposer que le peintre connaissait les œuvres précédentes du même sujet (Sano di Pietro en particulier).